# 岩国海運
岩国海運株式会社は、日本製紙グループの水運業者。主に海上運送事業、内航運送業を手がける。

## 沿革
- 2008年4月 日本製紙より吸収分割にて日本製紙物流の子会社となる。配車業務は日本製紙物流の岩国事業部に統合し、物流機能の一本化を進める。
- 2011年2月 陸運事業を分割し、エヌピー運輸岩国に事業承継。
- 2012年　日本製紙木材の子会社となる。